# Pandemonic Incantations
Pandemonic Incantations é o terceiro álbum de estúdio da banda polonesa de Black/Death Metal Behemoth.

## Lista de faixas
Músicas e letras compostas por Nergal. Todos os arranjos creditados a Behemoth.
| N.º | Título                                                        | Duração |  |
| 1.  | "Diableria (The Great Introduction)"                          | 0:49    |  |
| 2.  | "The Thousand Plagues I Witness"                              | 5:16    |  |
| 3.  | "Satan's Sword (I Have Become)"                               | 4:17    |  |
| 4.  | "In Thy Pandemaeternum"                                       | 4:50    |  |
| 5.  | "Driven by the Five-Winged Star"                              | 5:05    |  |
| 6.  | "The Past Is like a Funeral"                                  | 6:41    |  |
| 7.  | "The Entrance to the Spheres of Mars"                         | 4:45    |  |
| 8.  | "With Spell Of Inferno"                                       | 4:48    |  |
| 9.  | "Chwała mordercom Wojciecha (997-1997 dziesięć wieków hańby)" | 0:57    |  |

## Créditos
- Nergal - Vocal, Guitarras, Baixo
- Mefisto - Contrabaixo (não tocou no disco)
- Inferno - Bateria
- Piotr Weltowski (December's Fire) – sintetizadores